# Związek Zawodowy Bibliotekarzy i Pracowników Bibliotek „Bibliotekarze Polscy”
Związek Zawodowy Bibliotekarzy i Pracowników Bibliotek „Bibliotekarze Polscy” (ZZBiPB „Bibliotekarze Polscy”) – związek zawodowy bibliotekarzy i pracowników bibliotek założony w 2008 r. z inicjatywy bibliotekarzy akademickich Białegostoku. 
Związek posiada osobowość prawną i określone w statucie władze związkowe. Należą do nich organy naczelne: Zjazd Delegatów, Zarząd Główny oraz Komisja Rewizyjna Związku. Podstawową jednostką organizacyjną są Organizacje Zakładowe lub Organizacje Międzyzakładowe. W 2018 r. istnieje osiem takich jednostek: w Białymstoku, Elblągu, Kielcach, Krakowie, Poznaniu, Siedlcach oraz dwa w Warszawie. Przewodniczącą Związku, od 2021 r., jest Monika Curyło.

## Historia
16 czerwca 2008 roku w Bibliotece Uniwersytetu Warszawskiego odbyło się pierwsze spotkanie poświęcone sytuacji zawodowej polskich bibliotekarzy. Wówczas powołano Grupę Inicjatywną, która przygotowała statut Związku i wybrano Komitet Założycielski. Rejestracja w Krajowym Rejestrze Sądowym nastąpiła 16 października 2008 roku. Pierwszy Zjazd Wyborczy, który wyłonił władze Związku, odbył się 7 marca 2009 roku. 3 grudnia 2011 roku Związek przystąpił do OPZZ. II Zjazd miał miejsce 16 marca 2013 roku, III – 29 listopada 2014 roku, a IV – 25 marca 2017 roku.

## Cele
Do celów statutowych Związku należy, w szczególności: obrona interesów zawodowych, materialnych i socjalnych bibliotekarzy i pracowników bibliotek i ośrodków informacji; reprezentacja i obrona godności członków Związku; realizacja celów wynikających z przepisów ustawy o związkach zawodowych, Kodeksu Pracy, ustawy o rozwiązywaniu sporów zbiorowych i ratyfikowanych przez Rzeczpospolitą Polską konwencji Międzynarodowej Organizacji Pracy; współudział w tworzeniu korzystnych warunków pracy, bytu i wypoczynku swoich członków